# Hispophora
Hispophora es un género de polillas perteneciente a la familia Geometridae, descrita por primera vez por el lepidopterólogo australiano Anthonie Johannes Theodorus Janse en 1932. Tiene deistribución en África. Es un género bastante aislado, es decir, que consiste en pocas especies relacionadas estructural o filogenéticamente. 

## Especies
| Hispophora | \| \| Hispophora amica (Prout, 1915) (Camerún) \| \| \| \| \| \| Hispophora lechriospilota (Prout, 1922) (Sudáfrica) \| \| \| \| |
|            | \| \| Hispophora amica (Prout, 1915) (Camerún) \| \| \| \| \| \| Hispophora lechriospilota (Prout, 1922) (Sudáfrica) \| \| \| \| |
|            | Hispophora amica (Prout, 1915) (Camerún)                                                                                         |
|            | |
|            | Hispophora lechriospilota (Prout, 1922) (Sudáfrica)                                                                              |
|            | |